# Japan Darts Masters 2015
De Japan Darts Masters 2015 was de eerste, en enige editie van de Japan Darts Masters. Het toernooi was onderdeel van de World Series of Darts. Het toernooi werd gehouden van 27 tot 28 juni 2015 in de Osanbashi Hall, Yokohama. Phil Taylor won het toernooi door in de finale met 8-7 te winnen van  Peter Wright.

## Deelnemers
Net als in elk World Series toernooi speelden ook hier 8 PDC Spelers tegen 8 darters uit het land/gebied waar het toernooi ook gehouden wordt. De deelnemers waren:
- Michael van Gerwen
- Phil Taylor
- Gary Anderson
- Adrian Lewis
- Peter Wright
- James Wade
- Raymond van Barneveld
- Stephen Bunting
- Haruki Muramatsu
- Morihiro Hashimoto
- Sho Katsumi
- Masumi Shino
- Katsuya Aiba
- Yuki Yamada
- Shintaro Inoue
- Chikara Fujimori